# Großes Moor bei Großenmoor
Koordinaten: 50° 42′ 8″ N, 9° 40′ 0″ O
Das Naturschutzgebiet Großes Moor bei Großenmoor liegt auf dem Gebiet der Marktgemeinde Burghaun im osthessischen Landkreis Fulda. Das Gebiet erstreckt sich östlich von Großenmoor und südöstlich von Hechelmannskirchen – beide Ortsteile von Burghaun. Am südlichen Rand des Gebietes verläuft die Landesstraße L 3169 und östlich die A 7.

## Bedeutung
Das 23,7 ha große Gebiet steht seit dem Jahr 1973 unter der Kennung 1631005 unter Naturschutz.